# Helastia corcularia
Helastia corcularia är en fjärilsart som först beskrevs av Achille Guenée 1868.  Helastia corcularia ingår i släktet Helastia och familjen mätare. Inga underarter finns listade i Catalogue of Life.